# Mesochorus fennicus
Mesochorus fennicus là một loài tò vò trong họ Ichneumonidae.